# Agustín Lara
Ángel Agustín María Carlos Fausto Mariano Alfonso Rojas Canela del Sagrado Corazón de Jesús Lara y Aguirre del Pino (Tlacotalpan, 30 de outubro de 1897– Cidade do México, 6 de novembro de 1970), mais conhecido como Agustín Lara, foi um compositor e cantor mexicano.
Compôs mais de 700 canções, na maioria boleros.

## Biografia
Ainda criança, mudou-se com a família para a capital do país. Depois da morte de sua mãe, Agustín e seus irmãos viveram em um hospício administrado por sua irmã mais velha, chamado Refugio Aguirre del Pino, onde teve seu primeiro contato com a música.
A primeira composição de Agustín foi "Marucha”, em homenagem ao seu primeiro amor. Em 1927 ele já estava trabalhando em cabarés. Em 1929. começou a trabalhar com o tenor Juán Arvizu, como compositor e acompanhante. Em setembro de 1930, iniciou uma bem-sucedida carreira no rádio. Ao mesmo tempo, atuava e compunha músicas para filmes, como Santa (1931).
Sua primeira turnê em Cuba não obteve sucesso, devido a agitações políticas naquela ilha. Depois, viajou pela América do Sul, sempre compondo — “Solamente una vez” (feita em Buenos Aires e dedicada a José Mujica), “Veracruz”, “Tropicana” e “Pecadora” torná-lo-iam ainda mais famoso.
Lara também foi conhecido por suas conquistas amorosas, entre elas Maria Félix, sua futura esposa e a quem dedicou algumas canções, como “Maria Bonita”, “Aquel Amor” e “Noche de Ronda”. 
No início da década de 1940, Agustín tornou-se famoso na Espanha. Em 1965, o ditador Francisco Franco lhe deu uma linda casa em Granada, por causa das composições com temas espanhóis, como “Toledo”, “Granada”, “Seville” e “Madrid”.
Agustín recebeu ainda várias outras honras e condecorações por todo o mundo.
Em 1968 a saúde de Agustín começou a enfraquecer rapidamente; um acidente, no qual fraturou a pélvis, contribuiu para agravar ainda mais seu estado. Morreu em 1970 e foi enterrado na Rotonda de los Hombres Ilustres do Panteón de Dolores, na cidade do México.

## Intérpretes mais importantes
Muitos cantores, de várias nacionalidades, gravaram composições de Agustín Lara. A lista abaixo é incompleta.
- Pedro Vargas
- Caetano Veloso
- Leny Eversong
- Ângela Maria
- Nana Caymmi
- Natalia Lafourcade
- Orlando Silva
- João Gilberto
- Andrea Bocelli
- Luz Casal
- Bing Crosby
- Plácido Domingo
- Lola Flores
- Julio Iglesias
- Frankie Laine
- Mario Lanza
- Fito Páez
- Daniel Santos
- Frank Sinatra
- Luis Miguel
- Trío Los Panchos
- Chavela Vargas
- Roberto Carlos